# Cymbidium tracyanum
Cymbidium tracyanum је врста орхидеја из рода Cymbidium и породице Orchidaceae.Цвета у јесен и зиму са великим, мирисним цветовима (око 10 цм). Ова орхидеја може да издржи ниске температуре. Природно станиште је југоисточни Тибет па до Кине (покрајна Јунан и Гуејџоу) и северна Индо-Кина. Нису наведене подврсте у Catalogue of Life.